# Водосховища Хмельницької області
Водосховища Хмельницької області — водосховища, які розташовані на території Хмельницької області (в адміністративних районах і басейнах річок).
На території Хмельницької області налічується — 51 водосховище, загальною площею понад — 10961 га, об'ємом — 258,2 млн м³.

## Загальна характеристика
Територія Хмельницької області становить 20,6 тис. км² (3,4 % площі України).
Вона розташована в межах басейнів трьох основних річок України — Дністра, Південного Бугу, і Дніпра, на басейни яких припадає відповідно 38, 22 і 40 % території області.
Гідрографічна мережа Хмельницької області включає великі річки Дністер (157 км в межах області) і Південний Буг (126 км), середні річки басейну Дніпра — Случ та Горинь; басейну Дністра — Збруч.
В області функціонує 51 водосховище з повним об'ємом 258,2 млн м³, з них 2 водосховища — об'ємом понад 10 млн м³. Це водойма-охолоджувач Хмельницької АЕС у басейні р. Горинь (м. Нетішин) та Щедрівське водосховище на р. Південний Буг в Летичівському районі.
Більшість водойм сезонного регулювання, за винятком водойми-охолоджувача Хмельницької АЕС, яке є водосховищем багаторічного регулювання та водосховищ малих ГЕС, які здійснюють добове регулювання стоку. Наявні водосховища сезонного регулювання значно не впливають на хід внутрішньорічного розподілу стоку, оскільки більша частина їх не спрацьовується в літньо-осінній період і лише деякі з них спорожнюються на зиму.
На 2015 рік в області експлуатується 13 малих ГЕС сумарною потужністю 5700 кВт. З них 9 — відновлено впродовж останніх двох десятиліть.
Більшість водосховищ використовуються для риборозведення, рекреаційних цілей, менша частина — для водопостачання цукрових заводів, промислових підприємств. За час експлуатації водойм частина їх об'єму замулилась, верхів'я зарослі водною рослинністю і тому площі водного дзеркала і об'єми зменшилися.

## Наявність водосховищ (вдсх) у межах адміністративно-територіальних районів та міст обласного підпорядкування Хмельницької області[1]
| Район, місто          | Кількість вдсх, шт. | Площа вдсх, га | Об'єм вдсх — повний, млн м³ | Об'єм вдсх — корисний, млн м³ | В оренді, шт. | В оренді, га |
| --------------------- | ------------------- | -------------- | --------------------------- | ----------------------------- | ------------- | ------------ |
| Білогірський          | -*                  | -              | -                           | -                             | -             | -            |
| Віньковецький         | -                   | -              | -                           | -                             | -             | -            |
| Волочиський           | 4                   | 567            | 8,4                         | 8,4                           | -             | —            |
| Городоцький           | 2                   | 242            | 6,6                         | 4,0                           | -             | -            |
| Деражнянський         | -                   | -              | -                           | -                             | -             | -            |
| Дунаєвецький          | -                   | -              | -                           | -                             | -             | -            |
| Ізяславський          | 3                   | 664            | 12,3                        | 10,8                          | 1             | 172          |
| Кам'янець-Подільський | 2                   | 169            | 4,3                         | 2,8                           | -             | -            |
| Красилівський         | 5                   | 1053           | 11,6                        | 11,6                          | 5             | 1053         |
| Летичівський          | 7                   | 3028           | 50,5                        | 31,1                          | 2             | 174          |
| Новоушицький          | -                   | -              | -                           | -                             | -             | -            |
| Полонський            | 5                   | 477            | 6,5                         | 6,3                           | 5             | 477          |
| Славутський           | -                   | -              | -                           | -                             | -             | -            |
| Старокостянтинівський | 6                   | 697            | 9,6                         | 9,5                           | 4             | 470          |
| Старосинявський       | 4                   | 573            | 8,5                         | 8,5                           | -             | -            |
| Теофіпольський        | 2                   | 193            | 2,4                         | 2,2                           | 2             | 193          |
| Хмельницький          | 7                   | 863            | 10,8                        | 10,7                          | 1             | 97           |
| Чемеровецький         | 1                   | 130            | 2,5                         | 1,0                           | -             | -            |
| Шепетівський          | -                   | -              | -                           | -                             | -             | -            |
| Ярмолинецький         | -                   | -              | -                           | -                             | -             | -            |
| м. Хмельницький       | 1                   | 80             | 2,8                         | 2,0                           | -             | -            |
| м. Нетішин            | 1                   | 2095           | 120,0                       | 86,0                          | -             | -            |
| м. Старокостянтинів   | 1                   | 130            | 1,4                         | 1,1                           | -             | -            |
| Разом                 | 51                  | 10961          | 258,2                       | 196                           | 20            | 2636         |

Примітки: -* — немає водосховищ на території району;
-** — немає водосховищ, переданих в оренду.
З 51 водосховища Хмельницької області 20 (40 %) використовуються на умовах оренди.

## Наявність водосховищ (вдсх) у межах основнихрайонів річкових басейнівна території Хмельницької області[1]
| Дніпра, у тому числі  | 19 | 4727  | 156,2 | 119,9 | 13 | 1882 |          |   |     |      |      |   |   |                 |    |      |      |      |   |     |
| р. Прип'ять           | 19 | 4727  | 156,2 | 119,9 | 13 | 1882 |          |   |     |      |      |   |   |                 |    |      |      |      |   |     |
| Дністра, у тому числі | 8  | 993   | 19,5  | 13,9  | -* | -    | р. Збруч | 4 | 956 | 18,5 | 13,1 | — | - | Південного Бугу | 24 | 5241 | 82,5 | 62,2 | 7 | 754 |
| Разом                 | 51 | 10961 | 258,2 | 196   | 20 | 2636 |          |   |     |      |      |   |   |                 |    |      |      |      |   |     |

Примітки: -* — немає водосховищ, переданих в оренду.
В межах району річкового басейну Південного Бугу розташовано 47 % водосховищ Хмельницької області; на район річкового басейну Дністра припадає 16 % та у межах району річкового басейну Дніпра — 37 % водосховищ області.

## Наявність водосховищ (вдсх) об'ємом понад 10млн м³ на території Хмельницької області[1]
| Назва водосховища, річки (басейну)                                        | Місцезнаходження вдсх (населений пункт, район) | Площа вдсх, га | Об'єм вдсх — повний, млн м³ | Об'єм вдсх — корисний, млн м³ |
| ------------------------------------------------------------------------- | ---------------------------------------------- | -------------- | --------------------------- | ----------------------------- |
| Водойма-охолоджувач Хмельницької АЕС, р. Горинь (р. Прип'ять, р. Дніпро)* | м. Нетішин                                     | 2095           | 120,0                       | 86,0                          |
| Щедрівське вдсх, р. Південний Буг                                         | с. Щедрова, Летичівський                       | 1331           | 25,2                        | 11,5                          |

Примітка: * — у дужках наведено послідовність впадіння річки, на якій розташовано водосховище, у головну річку.